# Abbigliamento sportivo

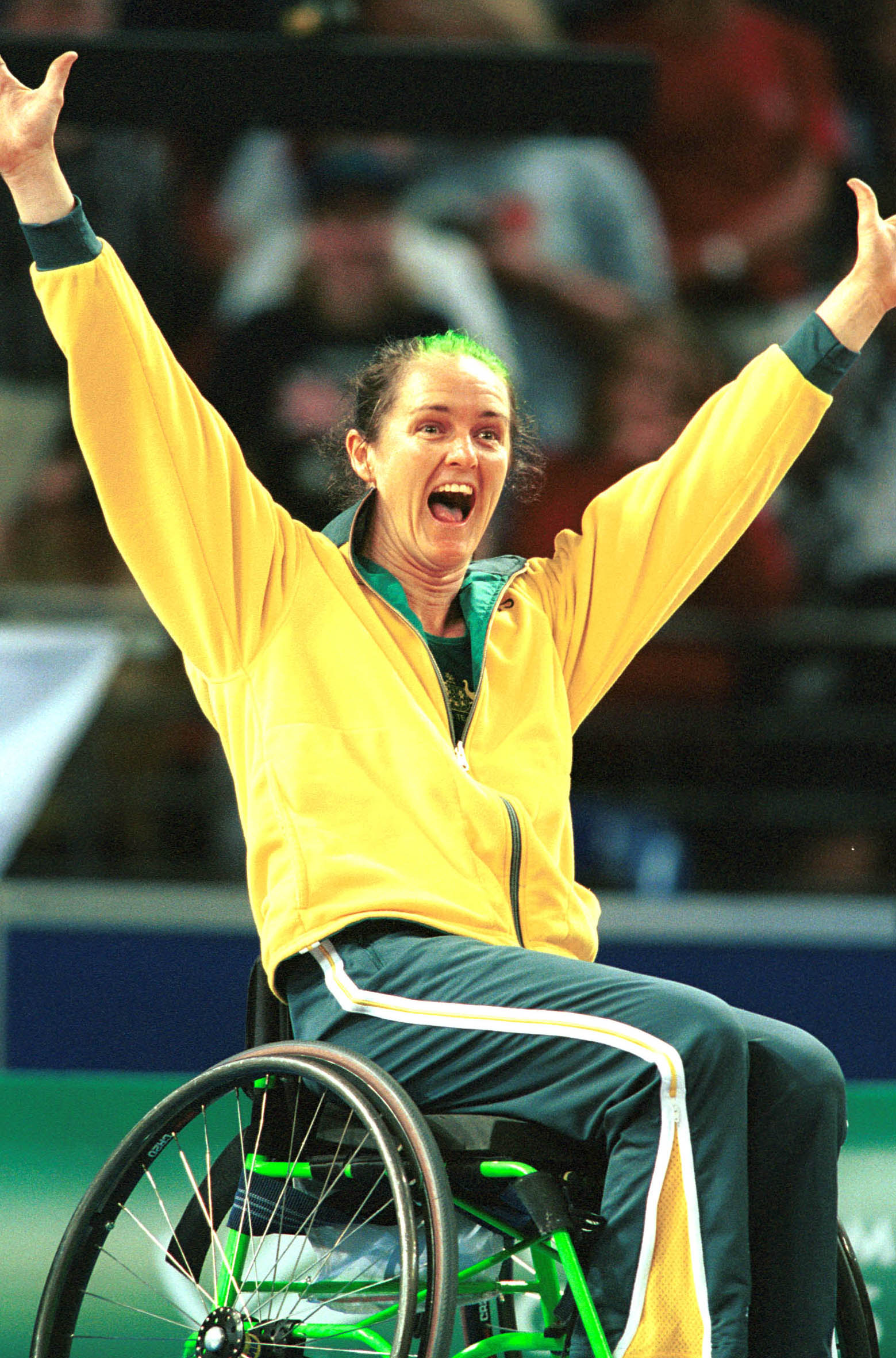
Abbigliamento sportivo

Abbigliamento sportivo è il termine con il quale si indica l'abbigliamento indossato per praticare sport.
Indumenti generici dell'abbigliamento sportivo includono pantaloncini, tute, magliette, polo e scarpe da ginnastica. Fra gli indumenti tipici di alcuni tipi di sport invece si possono indicare come esempio la muta subacquea e la tuta da neve. In alcuni casi nell'abbigliamento sportivo sono inclusi anche alcuni capi di biancheria intima, come il sospensorio. In molti casi l'abbigliamento sportivo è adottato anche nella moda casual.

## Funzione dell'abbigliamento sportivo
Quasi tutti i capi di abbigliamento sportivo sono progettati per essere particolarmente leggeri, in modo da non essere d'ingombro per l'atleta. In alcuni casi (come nel ciclismo) è necessario che essi siano sufficientemente aderenti da non creare neppure attrito, pur non rendendo difficoltosi i movimenti. Dato che molti sport sono praticati all'aperto è necessario che i vari capi di abbigliamento mantengano caldo o fresco il corpo dell'indossatore a seconda delle condizioni esterne.

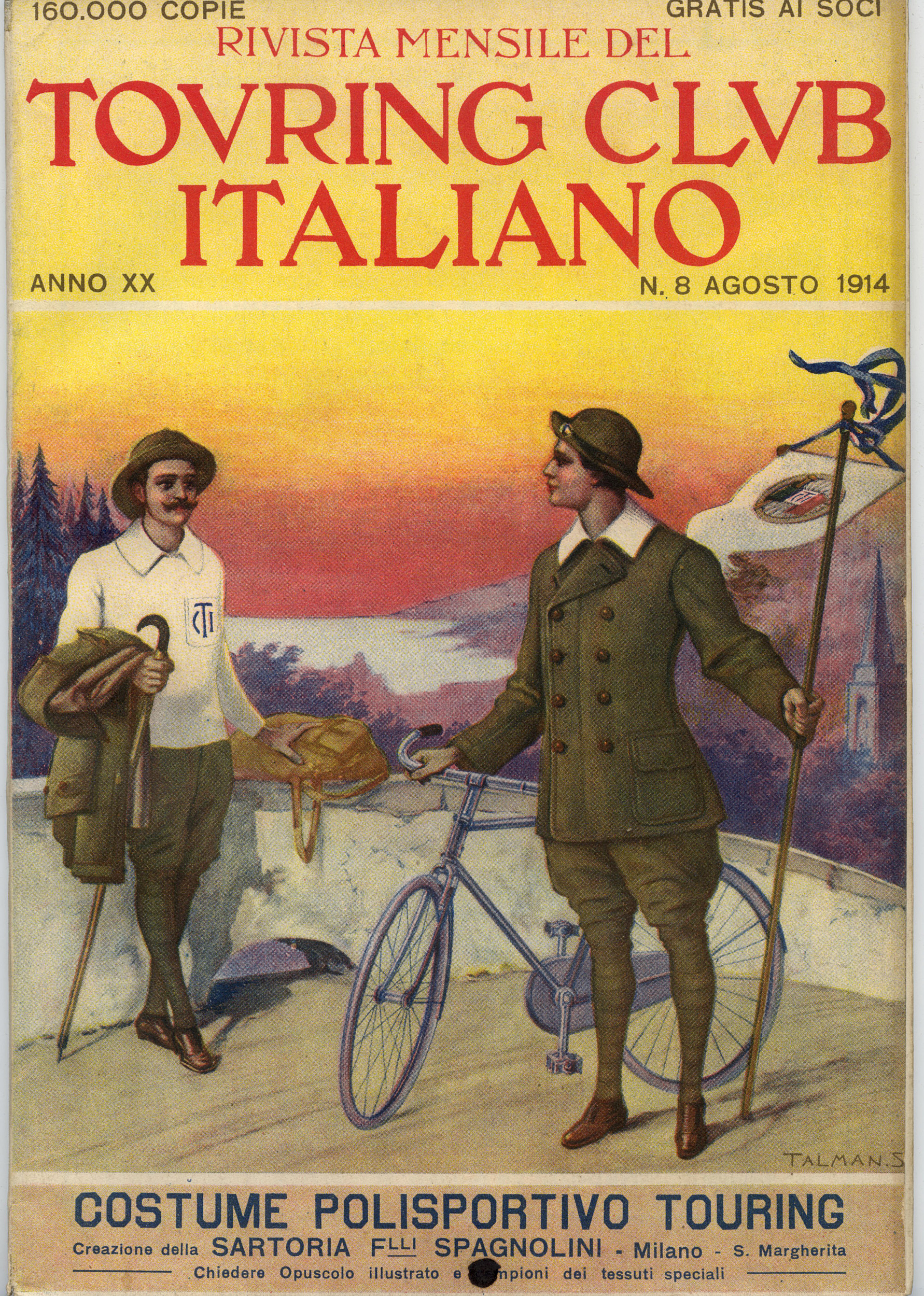
Pubblicità di abbigliamento sportivo del 1914

In alcuni sport particolarmente pericolosi (come il football americano o l'hockey su ghiaccio), nell'abbigliamento sportivo sono inclusi anche elementi protettivi come caschetti o pettorine. L'abbigliamento sportivo ha anche la funzione di fornire una divisa, soprattutto negli sport di squadra, come il calcio. Le squadre opposte normalmente vestono uniformi simili, ma di colore diverso, e gli appartenenti alla stessa squadra per distinguersi fra loro hanno un numero sulla maglietta.

### Tuta sportiva
La tuta sportiva è un capo di abbigliamento composto di un pantalone ed una felpa di solito chiusa sul davanti da cerniera lampo. 
Originariamente utilizzato nell'ambito dello sport, e principalmente nell'atletica leggera, con il tempo è diventato un indumento tipico nella moda casual. Nata all'inizio del ventesimo secolo, la tuta è l'abbinamento di una giacca e di un pantalone, realizzata in materiali morbidi ed utilizzata esclusivamente nello sport. Al di fuori dei campi sportivi, la tuta era difficilmente tollerata. Quasi completamente sparite nel corso degli anni settanta, le tute assumono grande popolarità negli anni ottanta nella scena hip hop e della break dance. Durante questo periodo le tute sono realizzate in un misto di triacetato e poliestere, rendendole particolarmente scivolose, e quindi ideali per la break dance. In seguito le tute hanno continuato a mantenere una certa popolarità, specie se non indossate "intera". Infatti negli anni novanta, in seno all'ambiente della musica pop-rock, diventa molto comune vedere cantanti e musicisti indossare la giacca della tuta abbinata ai jeans, o al contrario la parte inferiore abbinata ad una T-Shirt.